# Aeropuerto George F. L. Charles
El Aeropuerto George F. L. Charles (código IATA: SLU, código OACI: TLPC) está ubicado en Castries, capital de Santa Lucía. Originalmente era llamado Aeropuerto Vigie pero desde el 4 de agosto de 1997 cambió de nombre al actual en honor a George Frederick Lawrence Charles, quien fuese el primer ministro de Educación y Asuntos Sociales del país. Dado que el país tiene dos aeropuertos, el George F. L. Charles se especializa en los vuelos regionales mientras que al sur, el Hewanorra se encarga de los vuelos transatlánticos o continentales.

## Aerolíneas y destinos
| Aerolíneas         | Destinos                                     |
| ------------------ | -------------------------------------------- |
| Air Antilles       | Fort-de-France, Aeropuerto de Pointe-à-Pitre |
| Air Caraïbes       | Aeropuerto de Pointe-à-Pitre, Fort-de-France |
| Air Sunshine       | Dominica                                     |
| Caribbean Airlines | Puerto España                                |
| LIAT               | Antigua, Barbados, Puerto España             |

## Servicio
El aeropuerto había programado previamente el servicio de jet de pasajeros volado por Caribair (Puerto Rico) que en 1968 operaba los aviones McDonnell Douglas DC-9-30 diariamente con vuelos sin escalas a Antigua y Barbados con servicio de jet directo a Puerto España, Trinidad, St. Maarten, San Juan, St. Croix y St. Thomas. Otro operador de jet anterior fue BWIA West Indies Airways (que operaba como BWIA International en ese momento) que en 1996 operaba los aviones McDonnell Douglas MD-80 entre Castries y Miami dos veces por semana y también dos veces por semana entre el aeropuerto y el aeropuerto John F. Kennedy de Nueva York Con estos dos vuelos directos, ningún cambio de avión realiza una parada intermedia en Antigua, así como el servicio MD-80 varios días a la semana sin escalas a Barbados con estos vuelos que luego continúan hacia Puerto España. 

## Accidentes e incidentes
El 8 de noviembre de 2015, un Beechcraft Modelo 99, registrado N7994H, se desvió de la pista hacia un área cubierta de hierba en el Aeropuerto George F. L. Charles después de que el tren de aterrizaje derecho del avión no funcionara correctamente. La aeronave contaba con un solo tripulante, el cual no resultó lesionado. Tras el incidente, Hummingbird Air suspendió todas las operaciones, y la Autoridad de Aviación Civil del Caribe Oriental inició una investigación.